# Ета Кил
η Кил (η Carinae) е звезда от съзвездието Кил и една от най-масивните и най-ярките звезди във Вселената. Според оценките нейната маса е около 130 слънчеви маси, а яркостта ѝ е 4 милиона пъти по-голяма от слънчевата. 99% от нейното излъчване е в инфрачервения диапазон на спектъра, където тя е най-яркият обект на небето. Теорията за вътрешния строеж и еволюцията на звездите обаче твърди, че звезда с такава маса не може да съществува, защото подобен обект просто би се разпаднал под действието на протичащите в него процеси. Затова съществува хипотезата, че всъщност Ета от Кил е двойна или кратна система от горещи, млади звезди. Мощните звездни ветрове бълват огромни потоци от частици, с които донякъде могат да бъдат обяснени някои наблюдавани явления.
Ета от Кил е представител на ярките сини променливи, които са млади горещи звезди с голяма маса, които имат внезапни промени в блясъка. Тяхното поведение е аналогично на земните гейзери – тези звезди могат да бъдат спокойни много дълго време, а след това за съвсем кратко време се наблюдават взривове и огромни избухвания в тях, свързани с изхвърлянето на вещество в пространството.
Както останалите масивни звезди, Ета от Кил е обречена на кратък живот – около 1 милион години. Тя ще завърши живота си с експлозия на свръхнова в следващите 100 000 години. Намира се на разстояние 7500 светлинни години от нас и не може да се наблюдава от България.